# Tettigidea empedonepia
Tettigidea empedonepia é uma espécie de insecto da família Tetrigidae.
É endémica dos Estados Unidos da América.